# Microcercus zavattarii
Microcercus zavattarii is een pissebed uit de familie Eubelidae. De wetenschappelijke naam van de soort is voor het eerst geldig gepubliceerd in 1939 door Arcangeli.